# Meyras
Meyras é uma comuna francesa na região administrativa de Auvérnia-Ródano-Alpes, no departamento de Ardèche. Estende-se por uma área de 12,31 km². Em 2010 a comuna tinha 951 habitantes (densidade: 77,3 hab./km²).